# Herold (Verein)
Der heraldische Verein Herold. Verein für Heraldik, Genealogie und verwandte Wissenschaften zu Berlin (Eigenschreibweise HEROLD) ist ein wissenschaftlich-heraldischer und genealogischer Verein mit Sitz auf dem Gelände des Geheimen Staatsarchivs Preußischer Kulturbesitz (GStA PK) in Berlin-Dahlem. Er ist heute für die von ihm betreuten Forschungsgebiete die älteste Fachgesellschaft in Europa. Weltweit hat der Verein ca. 700 Mitglieder. Der Verein widmet sich den Historischen Hilfswissenschaften, insbesondere der Heraldik (Wappenkunde), Genealogie (Familiengeschichtsforschung) und verwandten Wissenschaften wie Sphragistik (Siegelkunde), Phaleristik (Ordenskunde), Numismatik (Münz- und Medaillenkunde) und Prosopographie (Personenkunde), aber auch der mit diesen in Verbindung stehenden Landes- und Ortsgeschichte.

## Geschichte
Der Verein wurde am 3. November 1869 gegründet und am 14. August 1882 durch Allerhöchsten Erlass mit den Rechten einer juristischen Person ausgestattet. Heute ist er mit seinen ehrenamtlichen Mitarbeitern als gemeinnützig anerkannt. Damit ist der Verein Herold heute europaweit für die von ihm betreuten Forschungsgebiete die älteste und renommierteste heraldisch-genealogisch wissenschaftliche Fachgesellschaft.
Gründer waren der kurz zuvor aus Hannover nach Berlin versetzte Friedrich Warnecke, der Heraldiker Maximilian Gritzner, Carl Brecht, der Wappenstecher und Hofgraveur Carl Voigt sowie Hugo von Linstow, der auch zum ersten Vorsitzenden gewählt wurde. Zu den Gründungsmitgliedern gehörten auch Adolf Hildebrandt (erster Herausgeber des Deutschen Herolds) und Gustav Seyler (erster Herausgeber der Vierteljahrsschrift). Zu den ersten Ehrenmitgliedern gehörte Friedrich Karl von Hohenlohe-Waldenburg.
Als 1934 Achim Gercke bestrebt war, alle genealogischen Vereine Deutschland einem Reichsverein zu unterstellen, wählten die Mitglieder des Herold im Oktober 1934 den Abteilungsleiter im Rasse- und Siedlungshauptamt der SS Kurt Mayer zu ihrem Vorsitzenden. Dieser betrieb dann in Zusammenwirken mit der Zentralstelle für Deutsche Personen- und Familiengeschichte, Leipzig die Absetzung Gerckes und wurde sein Nachfolger als Leiter der Reichsstelle für Sippenforschung.
Nach 1945 hatte Jürgen Arndt in verschiedenen Funktionen einen prägenden Einfluss auf die Vereinstätigkeit.

## Wappen
Der Verein führt ein Wappen mit folgender Blasonierung: „In Schwarz auf goldenem Dreiberg ein Herold mit goldenem Tappert, darauf der schwarze Reichsadler, und silbern-roter an silbernen und roten Ärmeln sowie roten und silbernen Beinlingen sichtbar werdender Unterkleidung, in der Rechten einen goldenen Heroldstab haltend, auf dem Haupte ein rotes Barett mit je einer silbernen und roten Straußenfeder.“

## Wirken

### Bibliothek
Die Bibliothek umfasst über 30.000 Bände aus den „Herold-Wissenschaften“, darunter einen wertvollen Altbestand, eine reiche Sammlung einzelner Familiengeschichten, einen großen Zeitschriftenbestand und viele seltene Werke zur Genealogie, Heraldik, Sphragistik, Phaleristik, Militärgeschichte sowie Orts- und Landeskunde, jeweils auch außerdeutscher Länder.
Die Bestände sind in einer online-Datenbank erfasst und im Benutzersaal des Geheimen Staatsarchivs Preußischer Kulturbesitz in Berlin-Dahlem, Archivstraße 12–14, zu dessen Öffnungszeiten öffentlich benutzbar. Eine Ausleihe außer Haus ist den Mitgliedern des Vereins vorbehalten. Bei einer Benutzung in der Herold-Geschäftsstelle (nur dienstags 16 bis 19 Uhr) kann auch auf eine genealogische Handbibliothek und eingeschränkt auch auf die Dienstbibliothek des Herolds-Ausschusses zurückgegriffen werden. Über Neuerwerbungen wird regelmäßig in der Vierteljahrsschrift und durch jährliche Buchvorstellungsabende berichtet.

### Archiv

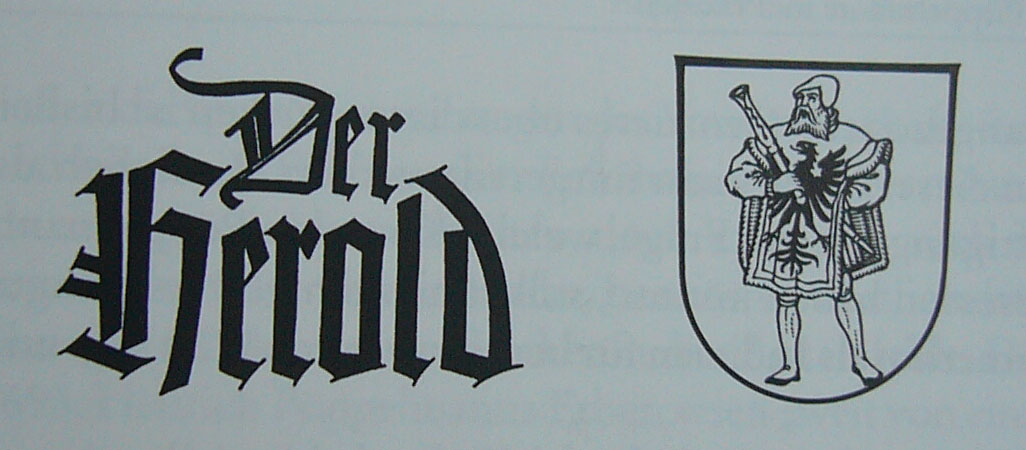
Titel der Vereinszeitschrift

Das Vereinsarchiv verfügt neben den Vereinsakten (u. a. den zahlreichen biographischen Unterlagen der Matrikelakten) über wertvolle archivalische Sammlungen und Nachlässe. Unter den genealogischen Sammlungen finden sich z. B. die Sammlungen Bardeleben, La Roche, Lassahn-Spruth, Lindner, Maltitz und Zitzewitz. Für die Heraldik ist vor allem die 1882 begonnene Wappenbilderkartei zu nennen, die mit 150.000 Nachweisen bedeutendste nach Wappenbildern geordnete heraldische Sammlung. Hinzu kommen Siegelsammlungen, die große ordenskundliche Sammlung Klietmann und das Korbsche Bildarchiv mit etwa 24.000 Negativen vorwiegend von Porträts namhafter Persönlichkeiten des 16. bis 18. Jahrhunderts.

### Publikationen

#### Periodika
Der Verein gibt seit 1870 eigene Zeitschriften heraus. Von 1870 bis 1934 gab er die Monatsschrift Der Deutsche Herold heraus (u. a. Protokolle der Vereinssitzungen), seit 1890 parallel dazu eine vierteljährlich erscheinende Zeitschrift, die seit 1959 den heutigen Titel Der Herold. Vierteljahrsschrift für Heraldik, Genealogie und verwandte Wissenschaften trägt. Dazu kommt das Herold-Jahrbuch (1972–74 und seit 1996 als Neue Folge).
Die ersten Jahrgänge des Deutschen Geschlechterbuchs (1889–97) wurden nicht vom Verein selbst, aber von einer aus Vereinsmitgliedern gebildeten Redaktion herausgegeben.

#### Wappenfibel
Die sogenannte Wappenfibel ist eine der einflussreichsten Einführungen in die Heraldik im deutschen Sprachraum, verfasst von Adolf Hildebrandt, einem Gründungsmitglied des Vereins. Zahlreiche Auflagen, insbesondere auch postume, erschienen "im Auftrag des Vereins Herold".

#### Wappenbilderordnung (WBO)
Die Wappenbilderordnung (abgekürzt „WBO“) ist ein Nachschlagewerk, das systematisch geordnete Gemeinen Figuren und Heroldsbildern graphisch darstellt und blasoniert; es ist ein wichtiges Hilfsmittel der Heraldik. Es wurde Jürgen Arndt und Werner Seeger im Auftrag des Herold bearbeitet und erschien 1986. Die WBO basiert teilweise auf dem Handbuch der heraldischen Terminologie von Maximilian Gritzner von 1890.

#### Deutsche Wappenrolle
In der vom Herold geführten Deutschen Wappenrolle (DWR) werden Wappen auf Antrag und nach Prüfung in heraldischer, genealogischer und juristischer Hinsicht gebührenpflichtig registriert. Über die Eintragung wird eine Urkunde mit Abbildung des Wappens ausgestellt. Die Veröffentlichung erfolgt in der vom Herold herausgegebenen Buchreihe Deutsche Wappenrolle.

#### Deutsche Ortswappenrolle
In der vom Herold geführten Deutschen Ortswappenrolle (DOWR) werden seit 2011 auf Antrag und nach Prüfung in heraldischer, genealogischer und juristischer Hinsicht Ortswappen, ob historische oder neu entworfene, gebührenpflichtig registriert. Über die Eintragung wird eine Urkunde mit Abbildung des Wappens ausgestellt. Das Angebot richtet sich an kommunalrechtlich nicht selbständige Ortschaften sowie Orts- und Stadtteile in Deutschland, die keine amtlichen Wappen haben.

### Bardeleben-Medaille
Für besondere Verdienste um den Verein und die von ihm gepflegten Wissenschaften verleiht der Herold als seine höchste Auszeichnung die 1909 gestiftete Bardeleben-Medaille.

## Vorsitzende
| Nr. | von               | bis                | Name                                                |
| --- | ----------------- | ------------------ | --------------------------------------------------- |
| 01. | 03. November 1869 | 07. Dezember 1870  | Hugo Freiherr von Linstow (1821–1899)               |
| 02. | 07. Dezember 1870 | 02. Mai 1871       | Carl Chlodwig Freiherr von Reitzenstein (1823–1874) |
| 03. | 06. Juni 1871     | 03. November 1873  | Hermann Graf von Hoverden (1819–1900)               |
| 04. | 03. November 1873 | 27. Dezember 1877  | Gustav Freiherr von La Roche (1810–1877)            |
| 05. | 08. Januar 1878   | 19. März 1886      | Julius von Oeynhausen (1843–1886)                   |
| 06. | 01. Februar 1887  | 02. Juli 1895      | Otto Freiherr von und zu Aufseß (1825–1903)         |
| 07. | 03. Dezember 1895 | 07. Dezember 1897  | Heinrich Freiherr von Ledebur (1832–1912)           |
| 08. | 07. Dezember 1897 | 07. Juli 1898      | Julius von Ising (1832–1898)                        |
| 09. | 06. Dezember 1898 | 04. Dezember 1923  | Carl von Bardeleben (1840–1928)                     |
| 10. | 04. Dezember 1923 | 05. Mai 1933       | Stephan Kekule von Stradonitz (1863–1933)           |
| 11. | 16. Mai 1933      | 20. Februar 1934   | Albert von Gröning (1867–1951)                      |
| 12. | 20. Februar 1934  | 30. September 1934 | Rudolf Gießler (1867–1944)                          |
| 13. | 16. Oktober 1934  | 31. März 1935      | Kurt Mayer (1903–1945)                              |
| 14. | 16. April 1935    | 03. März 1949      | Gustav Wehner (1877–1958)                           |
| 15. | 03. März 1949     | 08. Mai 1952       | Hermann Voget (1887–1954)                           |
| 16. | 08. Mai 1952      | 01. Juli 1954      | Heinz Hugo (1906–1992) (1. Amtszeit)                |
| 17. | 01. Juli 1954     | 05. Juni 1958      | Herbert Spruth (1900–1972)                          |
| 18. | 05. Juni 1958     | 04. Februar 1960   | Heinz Hugo (1906–1992) (2. Amtszeit)                |
| 19. | 04. Februar 1960  | 28. März 1961      | Kurt-Gerhard Klietmann (1910–1990)                  |
| 20. | 28. März 1961     | 15. Dezember 1962  | Richard R. Kuhns (Notvorstand)                      |
| 21. | 15. Dezember 1962 | 09. Januar 1969    | Rudolf Stöwesand (1892–1969)                        |
| 22. | 09. Januar 1969   | 11. Januar 1972    | Heinz Hugo (1906–1992) (3. Amtszeit)                |
| 23. | 11. Januar 1972   | 25. Januar 1975    | Erich R. Berger (1912–1990)                         |
| 24. | 25. Januar 1975   | 02. Februar 1985   | Herbert Helbig (1910–1987)                          |
| 25. | 02. Februar 1985  | 06. Februar 1988   | Karl-Christoph Graf von Rothkirch-Trach (1920–2006) |
| 26. | 06. Februar 1988  | 03. Februar 1990   | Friedrich Ebel (1944–2005)                          |
| 27. | 03. Februar 1990  | 11. Februar 1995   | Knut Schulz (* 1937)                                |
| 28. | 11. Februar 1995  | 11. Februar 2006   | Heinrich Freiherr von Lersner (1930–2014)           |
| 29. | 11. Februar 2006  | 03. März 2012      | Bernhart Jähnig (* 1941)                            |
| 30. | 03. März 2012     | 15. Februar 2015   | Martin Richau                                       |
| 31. | 28. Februar 2015  | 29. November 2021  | Bernhart Jähnig (* 1941)                            |
| 32. | 29. November 2021 |                    | Ludwig Biewer (* 1949)                              |

## Digitalisate von Vereinspublikationen
- Wikisource: Der deutsche Herold (Zeitschrift) – Liste der Digitalisate
- Die Vereinszeitschrift erscheint mit leicht wechselnden Titeln seit Februar 1870:
  - Deutscher Herold. Monatsschrift für Heraldik, Sphragistik und Genealogie: Organ des Vereins für Siegel- und Wappenkunde zu Berlin. 1 (1870) [Erster Jahrgang der später unter leicht wechselnden Titeln erscheinenden Zeitschrift; Digitalisat.]
  - Vierteljahrsschrift für Heraldik, Sphragistik und Genealogie. Heymanns, Berlin [1.1873 – 17.1889] Digitalisat